# Xyris insignis
Xyris insignis är en gräsväxtart som beskrevs av L.A.Nilsson. Xyris insignis ingår i släktet Xyris och familjen Xyridaceae. Inga underarter finns listade i Catalogue of Life.